# Igrzyska Południowego Pacyfiku 1969
Igrzyska Południowego Pacyfiku 1969 (ang. South Pacific Games 1969) – trzecia edycja Igrzysk Południowego Pacyfiku, która odbyła się w dniach 13–23 sierpnia 1969 roku w stolicy Papui-Nowej Gwinei, Port Moresby. Rozegrano dziesięć dyscyplin: lekkoatletykę, koszykówkę, boks, netball, rugby union, piłkę nożną, pływanie, tenis stołowy, tenis ziemny oraz piłkę siatkową.

## Dyscypliny
- Boks  (szczegóły)
- Koszykówka  (szczegóły)
- Lekkoatletyka  (szczegóły)
- Netball  (szczegóły)
- Piłka nożna  (szczegóły)
- Siatkówka (halowa)  (szczegóły)
- Pływanie  (szczegóły)
- Rugby union  (szczegóły)
- Tenis stołowy  (szczegóły)
- Tenis ziemny  (szczegóły)

## Tabela medalowa
| Tabela medalowa | Tabela medalowa                 | Tabela medalowa | Tabela medalowa | Tabela medalowa | Tabela medalowa |
| Poz.            | Państwo                         | złoto           | srebro          | brąz            | Łącznie         |
| --------------- | ------------------------------- | --------------- | --------------- | --------------- | --------------- |
| 1               | Nowa Kaledonia                  | 36              | 20              | 21              | 77              |
| 2               | Terytorium Papui i Nowej Gwinei | 23              | 23              | 18              | 64              |
| 3               | Fidżi                           | 13              | 18              | 25              | 56              |
| 4               | Polinezja Francuska             | 8               | 11              | 13              | 32              |
| 5               | Tonga                           | 6               | 4               | 2               | 12              |
| 6               | Samoa Zachodnie                 | 4               | 4               | 1               | 9               |
| 7               | Wallis i Futuna                 | 1               | 5               | 1               | 7               |
| 8               | Nowe Hebrydy                    | 1               | 4               | 2               | 7               |
| 9               | Guam                            | 1               | 3               | 2               | 6               |
| 10              | Nauru                           | 1               | 2               | 4               | 7               |
| 11              | Samoa Amerykańskie              | 1               | 0               | 5               | 2               |
| 12              | Wyspy Salomona                  | -               | 2               | 1               | 3               |